# NGC 2553
NGC 2553 este o galaxie spirală situată în constelația Racul. A fost descoperită în 17 februarie 1865 de către Albert Marth. Se află la o distanță de 67,91 de megaparseci de Pământ.